# Обмін (фільм, 1977)
«Обмін» («Mainai») — радянський художній фільм 1977 року, знятий режисером Раймондасом Вабаласом на Литовській кіностудії.

## Сюжет
За мотивами однойменної повісті Юрія Трифонова. Молода людина з інтелігентної сім'ї одружується з дівчиною з сім'ї, яка «вміє жити». Нова сім'я намагається отримати вигоду від хвороби матері молодого чоловіка, починаючи обмін квартири.

## У ролях
- Гіртс Яковлєвс — Вітас Люткус (дублював Олександр Дем'яненко)
- Валентина Титова — Ліна
- Регіна Зданавічюте — Люткувене, мати Вітаса
- Регіна Разума — Стасе
- Леонід Оболенський — доктор Ігнас Діджюліс, дідусь Вітаса (дублював Євген Лебедєв)
- Вія Артмане — Ядвіга Жилювене, дружина Олександраса Жилюса
- Альгімантас Масюліс — Олександрас Жилюс, батько Ліни (дублював Ігор Єфімов)
- Улдіс Думпіс — Йонас
- Вайва Майнеліте — Еугенія, сестра Вітаса
- Повілас Станкус — Феліксас, чоловік Еугенії
- Рута Сталілюнайте — жінка з Катічай
- Еляна Грицюте — Крісті, дочка Люткусів
- Антанас Барчас — голова колгоспу
- Рімгаудас Карвяліс — адміністратор меблевого магазину
- Едуардас Кунавічюс — епізод
- Юозас Мешкаускас — епізод
- Йонас Пакуліс — маляр
- Юозас Рігертас — епізод
- Регіна Варнайте — гість
- Ольга Мажейкіте-Завадскене — медсестра
- Фелікс Ейнас — співробітник Вітаса
- Вітаутас Думшайтіс — маляр
- Альбертас Шульцас — епізод
- Володимир Басов — Льова, колега Стасі, приватний маклер
- Антанас Жякас — виконроб
- Она Валюкявічюте — Оля, дружина Йонаса
- Рімас Генюшас — епізод
- Адольфас Вечерскіс — пасажир у тролейбусі

## Знімальна група
- Режисер — Раймондас Вабалас
- Сценарист — Пранас Моркус
- Оператор — Йонас Грицюс
- Композитор — В'ячеслав Ганелін
- Художник — Вітаутас Кісараускас